# Ceraspis costulata
Ceraspis costulata är en skalbaggsart som beskrevs av Frey 1965. Ceraspis costulata ingår i släktet Ceraspis och familjen Melolonthidae. Inga underarter finns listade i Catalogue of Life.